# شهرستان اوزارک (میزوری)
شهرستان آزرک، میزوری (به انگلیسی: Ozark County, Missouri) یک شهرستان در ایالات متحده آمریکا است که در میزوری واقع شده‌است.